# شبکه دانشگاه‌های متعهد تالورس
شبکه دانشگاه‌های متعهد تالورس یک انجمن بین‌المللی از موسسات است که هدف آن تقویت مشارکت مدنی و توسعه پایدار آموزش عالی است. دبیرخانه آن در دانشگاه تافتس مستقر است. این شبکه در سپتامبر ۲۰۰۵ با یک کنفرانس جهانی با حضور ۲۹ تن از روسای آموزش عالی از ۲۳ کشور که در مرکز اروپایی دانشگاه تافتس در تالوآرس، فرانسه گرد هم آمده‌بودند، آغاز شد. در حال حاضر این شبکه بیش از ۴۰۰ نهاد عضو از ۷۸ کشور جهان را شامل می‌شود. این شبکه میزبان کنفرانس‌ها، تولید نشریات در مورد مشارکت مدنی دانشگاه‌ها، حمایت مالی و فنی از شبکه‌های دانشگاهی منطقه‌ای است و جایزه سالانه مک‌جانت را برای طرح‌های مشارکت مدنی دانشجویان دانشگاه اعطا می‌کند. مدیر اجرایی شبکه دانشگاه‌های فعال تالورس دکتر لورلین هویت است.